# 松平直敬
松平 直敬（まつだいら なおよし、1870年6月29日（明治3年6月1日） - 1942年（昭和17年）2月22日）は、明治から大正期の政治家、華族。貴族院子爵議員。

## 経歴
出雲母里藩知事・松平直哉の長男として生まれる。
学習院で学んだ。1894年（明治27年）12月、一年志願兵として近衛歩兵第1連隊に入隊し、陸軍歩兵少尉に任官した。
1900年（明治33年）1月10日、前年末日の父の死去に伴い、子爵を襲爵した。
1903年（明治36年）3月6日、貴族院子爵議員補欠選挙で当選し、1911年（明治44年）7月9日まで2期在任した。
1915年（大正4年）8月10日に隠居し、同年8月30日に分家した。

## 親族
- 母：道子（堀田正睦女）[1]
- 妻：鉄子（米津政敏長女、離縁）[1]
- 長男：直一（子爵）[1]
- 孫：津田真澂（元一橋大学社会学部教授）[10]